# Ulrich Lask
Ulrich „Uli P.“ Pütz Lask (* 1954) ist ein deutscher Musiker (Altsaxophon, Synthesizer, Electronics) und Komponist.

## Leben und Wirken
Lask studierte von 1972 bis 1975 an der Hochschule für Musik Rheinland. Von 1978 Jahre bis 1982 arbeitete er mit Theo Jörgensmann, vor allem in dessen Quartett, aber auch in der Gruppe Grotesk um Muck Groh (gleichnamiges Album 1980). Er ist auf Jörgensmann-Alben wie Go Ahead Clarinet (1978) und Song of BoWaGe (1979) zu hören. 1979 bis 1981 leitete er das Urban Music Ensemble, ein 15-köpfiges Orchester, das u. a. auf dem Moers Festival auftrat. Unter der Bandbezeichnung Uli Hundt & Die Betablocker entstand 1981 für Trikont das Album Schweinehundt. Für das Münchner ECM-Label nahm Lask mit Maggie Nichols und Meinolf Bauschulte zwei Alben auf, Lask (1981) und Lask 2: Sucht und Ordnung (1984), in dem er seiner Musik deutsche Texte unterlegte. Das erste dieser Alben gilt nach Michael Rüsenberg als „ein genialer Wurf: eine für den Jazz bahnbrechende Symbiose aus der Stechuhr-Ästhetik der damals aufschäumenden (Sequencer-)Elektronik mit der durch kein Zeitkorsett zu bändigenden Vokal-Artistik einer Maggie Nichols.“
1985 verlegte Lask seinen Wohnsitz von Aachen nach Paris, wo Musiken für Filme und Multi-Media-Produktionen (für das Centre Pompidou, Musée d’Orsay, Louvre) und nur ein paar reine Audio-Projekte wie Melodia Povera, eine Sammlung von Altsaxophon-Solo-Stücken entstanden. 1995 folgte bei CMP Records das Album Indean Poa, das Ensembleaufnahmen von 1985 bis 1993 umfasst. Außerdem wirkte er gelegentlich bei Produktionen von Walter Quintus (Quintus Project 1987), Jack Bruce (Somethin Else, CMP) und Özay Fecht (Man I Love, 1995) mit. 2005 erschien das 2003 und 2004 in der Kirche von Arjeplog im schwedischen Lappland aufgenommene Soloalbum Polar Circles auf Nabel Records. Das Album Lametta Lagra Lama setzt dieses Solo-Projekt fort, teilweise unter Beteiligung von anderen Musikern.
Ab 2015 schrieb er die Musik zu mehreren Fernsehserien, u. a. zu „Rentnercops“ und „Henker und Richter“.
Der dortige Humor wird hervorragend unterstützt durch entsprechende Musikunterlegung mit lockeren Riffs aus dem Jazz- und Rockgenre.

## Diskographische Hinweise
- Lametta Lagra Lama / Arjeplog – Promenaden (Nabel, 2008), mit Sebastian Gramss, Barre Phillips, Paul Lovens, Albrecht Maurer, Jürgen Sturm, Anders Rünnholm, Annette Maye
- Melodia Povera II (Nabel, 2008), solo
- Anirahtak – Ulrich Lask – Jürgen Sturm: Lorelei (Nabel, 2010)